# 薩米特村 (加利福尼亞州)
薩米特村（英語：Summit Village）是位於美國加利福尼亞州埃爾多拉多縣的一個非建制地區。該地的面積和人口皆未知。

## 地理
薩米特村的座標為38°43′38″N 121°05′46″W / 38.72722°N 121.09611°W，而該地的平均海拔高度為193米（即633英尺）。